# Воля-Каніґовська
Воля-Каніґовська (пол. Wola Kanigowska) — село в Польщі, у гміні Стшеґово Млавського повіту Мазовецького воєводства.
Населення — 134 особи (2011).
У 1975-1998 роках село належало до Цехановського воєводства.

## Демографія
Демографічна структура станом на 31 березня 2011 року:
|          | Загалом | Допрацездатний вік | Працездатний вік | Постпрацездатний вік |
| -------- | ------- | ------------------ | ---------------- | -------------------- |
| Чоловіки | 71      | 10                 | 52               | 9                    |
| Жінки    | 63      | 11                 | 38               | 14                   |
| Разом    | 134     | 21                 | 90               | 23                   |